# Sundbybergs IP

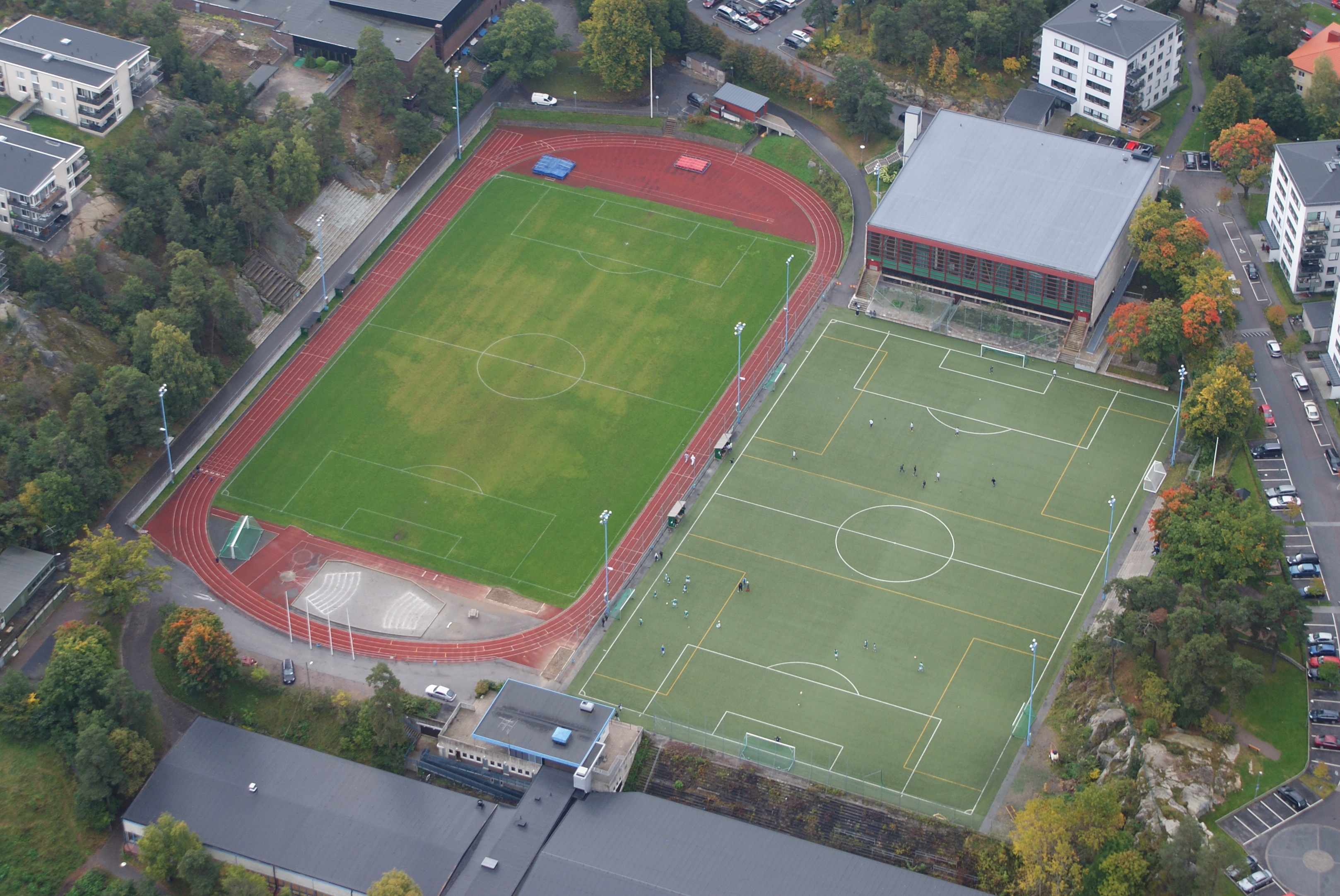
Sundbybergs IP 2012.

Sundbybergs IP är en idrottsplats i Sundbybergs kommun i Stockholms län. På Sumpan IP, som det kallas i folkmun, finns det en allvädersbana, dock ej fullstor, utan endast 366 meter (bana 1),  en ishockeyrink, två fotbollsplaner, en gymnastikhall, en simhall, samt en curlinghall. Sundbybergs kommun har lovat att ishallen ska rustas upp, resultatet väntas bli dels en inomhusrink främst för ishockeylagen, dels en utomhusrink för allmänheten.
AIK har spelat en tävlingsmatch i fotboll på Sundbybergs IP mot Sundbybergs IK. Det var en A-lagsmatch, och båda lagen spelade då i Division 2 Svealand. AIK gästade Sundbyberg i en seriefinal, som slutade 0-0 inför 5785 personer, vilket är publikrekord på Sundbybergs IP och för Sundbybergs IK.
Den 15 september 2007 misshandlades en fotbollsdomare svårt på Sundbybergs IP.

## Evenemang
I mitten av 2003 anordnades VM i paintball på fotbollsplanen, USA vann före Sverige och Ryssland.